# El Progreso, Ocosingo
El Progreso är en ort i Mexiko.   Den ligger i kommunen Ocosingo och delstaten Chiapas, i den sydöstra delen av landet, 800 km öster om huvudstaden Mexico City. El Progreso ligger 1 296 meter över havet och antalet invånare är 266.
Terrängen runt El Progreso är kuperad åt nordost, men åt sydväst är den bergig. Runt El Progreso är det ganska glesbefolkat, med 38 invånare per kvadratkilometer. Närmaste större samhälle är Ocosingo, 11,4 km nordost om El Progreso. I omgivningarna runt El Progreso växer i huvudsak städsegrön lövskog.